# ستيوارت شامبرز
ستيوارت شامبرز (بالإنجليزية: Stuart Chambers)‏ هو عالم طيور نيوزيلندي، ولد في 14 سبتمبر 1937.